# Frida Sanggaard Nielsen

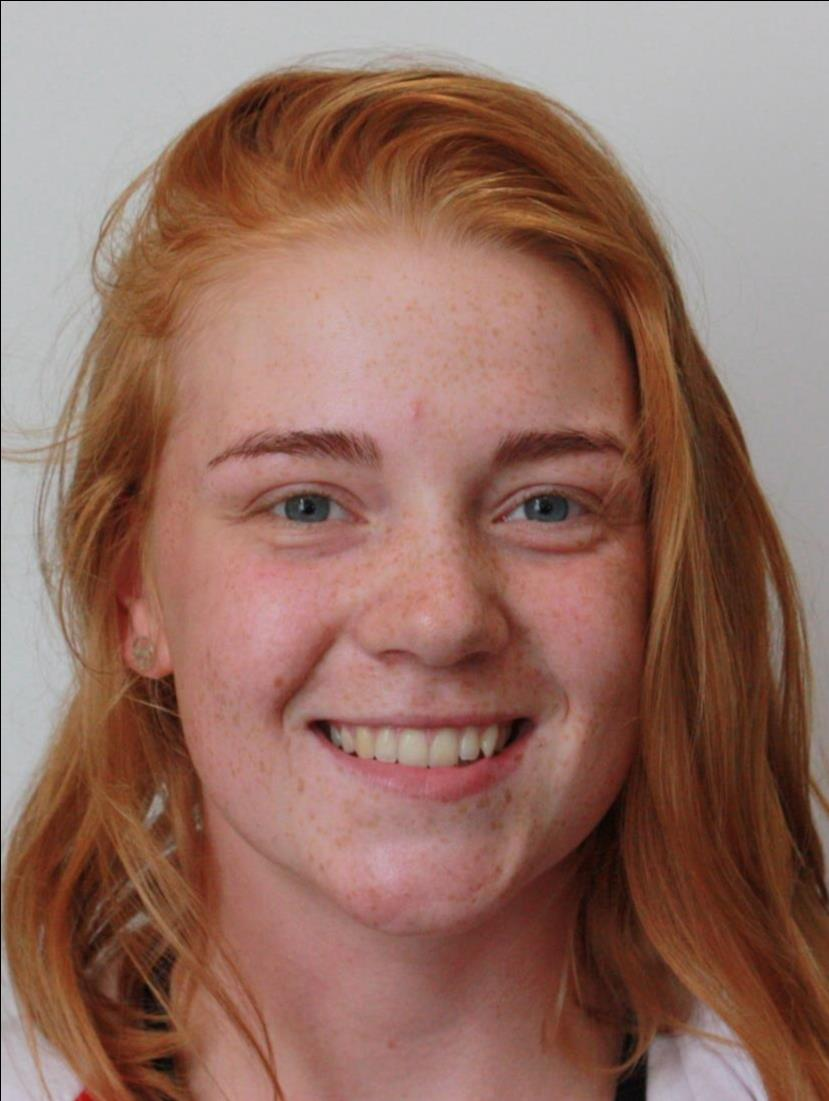
Frida Nielsen (2016)

Frida Sanggaard Nielsen (* 1. Dezember 1998) ist eine dänische Ruderin.

## Karriere
Nachdem sie im Jahr 2015 mit dem Rudern begonnen hatte, qualifizierte Frida Nielsen sich 2016 für die European Rowing Junior Championships im litauischen Trakai. Sie startete dort gemeinsam mit Ida Petersen im Zweier ohne Steuerfrau. Sie erreichten das A-Finale und sicherten sich dort hinter dem italienischen Duo und vor dem deutschen Duo die Silbermedaille. Bei den Junioren-Weltmeisterschaften im Rudern im selben Jahr erreichten sie erneut das A-Finale und mussten sich dort in einer Zeit von 7:18,50 Minuten nur dem italienischen Duo geschlagen geben.
Im Jahr 2017 nahm Nielsen an den U23-Weltmeisterschaften im Rudern auf dem Ruderkanal Plowdiw teil und startete in zwei Bootsklassen. Gemeinsam mit Ida Petersen im Zweier ohne Steuerfrau erreichten die beiden das A-Finale, in dem sie aber nicht an den Start gingen. Damit belegten sie schlussendlich den sechsten Platz. Das Duo war zudem Teil des Achters um Steuerfrau Karen Mortensen. Der dänische Achter erreichte das A-Finale und belegte dort am 23. Juli in 6:21,98 Minuten den fünften Platz. Im September gewann sie die Bronzemedaille bei den U23-Europameisterschaften im Vierer ohne Steuerfrau.
Zum Jahr 2018 stieg sie in den Erwachsenenbereich auf und wurde Teil des dänischen Vierers ohne Steuermann, welcher neben ihr aus Anne Larsen, Hedvig Lærke Rasmussen und Ida Jacobsen bestand. Das Quartett startete beim World Rowing Cup I in Belgrad. Dort erreichten sie das Finale und am 3. Juni den fünften Platz. Beim World Rowing Cup III in Luzern startete die Mannschaft erneut und belegte im A-Finale in 6:28,67 Minuten hinter dem Vierer aus Neuseeland den zweiten Platz. Im Saisonverlauf nahm Nielsen auch erstmals an den Weltmeisterschaften im Erwachsenenbereich auf dem Ruderkanal Plowdiw teil. Das dänische Quartett erreichte das A-Finale und verpasste dort in 6:28,78 Minuten mit dem vierten Platz knapp eine Medaille. 2019 belegten Anne Larsen, Trine Dahl Pedersen, Frida Sanggaard Nielsen und Nina Hollensen den vierten Platz bei den Europameisterschaften in Luzern. Drei Monate später trat der dänische Vierer ohne Steuerfrau in der Besetzung Ida Jacobsen, Frida Sanggaard Nielsen, Hedvig Rasmussen und Christina Johansen bei den Weltmeisterschaften in Linz an und gewann Bronze hinter den Australierinnen und den Niederländerinnen. 2020 belegte Nielsen mit dem dänischen Vierer den vierten Platz bei den Europameisterschaften. Bei den Olympischen Spielen in Tokio belegten Trine Dahl Pedersen, Christina Johansen, Frida Sanggaard Nielsen und Ida Jacobsen den achten Platz. 2024 bei den Olympischen Spielen in Paris ruderten Astrid Steensberg, Frida Sanggaard Nielsen, Marie Skytte Hauberg Johannesen und Julie Poulsen ebenfalls auf den achten Platz.